# Gunnel Eklund
Birgit Gunnel Josefina Eklund Persson, född Eklund 22 april 1939 i Laxarby i Dalsland, är en svensk opera-, operett- och vissångerska.
Vid tre års ålder flyttade hon med familjen till Gaterud i Dalslandsdelen av Svanskogs landskommun där hon kom att gå i småskola och söndagsskola i Ödebyn. År 1948 flyttade familjen till Bollsbyn, även det på Dalboredden där Eklund gick i folkskolan, följd av realexamen vid läroverket i Åmål.
Eklund är utbildad vid Musikhögskolan i Stockholm och Opera- och musikhögskolan i Würzburg i Tyskland. Vid 18 års ålder fick Eklund sitt första engagemang och turnerade med Riksteatern. Endast 20 år gammal solistdebuterade hon på Stora Teatern i Göteborg. Hon fick i sångarkretsar smeknamnet Näktergalen från Svanskog. Hon var anställd vid Stora Teatern i Göteborg 1959, operahusen i Würzburg respektive Bern i Schweiz 1962–1967, Oscarsteatern i Stockholm 1967 och Den Norske Opera i Oslo 1971. Hon har gjort huvudroller i ett 30-tal klassiska operor och operetter, bland annat Blonde i Enleveringen ur seraljen och Rosina i Barberaren i Sevilla.
Hon medverkade i Nya Björlingkvartetten tillsammans med tidigare maken Rolf Björling, Rolf Jupither och Laila Andersson-Palme (senare Kjerstin Dellert).
Eklund har även varit verksam som vissångerska, och framfört verk av bland andra Nils Ferlin, Gustaf Fröding, Erik Gustaf Geijer och Lille Bror Söderlundh.

## Teater

### Roller (urval)
- 1967 – Valencienne i Glada änkan av Franz Lehár, Victor Léon och Leo Stein, regi Mimi Pollak, Oscarsteatern[1]
- 1976 – Ottilie i Vita hästen av Hans Müller och Ralph Benatzky, regi Jackie Söderman, Oscarsteatern[2]